# Carl Ludwig von Ballestrem
Graf Carl Ludwig von Ballestrem (* 19. November 1755 in Rosenberg O.S.; † 27. Juli 1829 in Plawniowitz) war ein deutscher Majoratsherr und Montanindustrieller.

## Leben
Er war Sohn von Giovanni Battista Angelo Graf Ballestrem. Dieser stammte aus Savoyen, trat in den preußischen Militärdienst ein und erwarb mehrere Besitzungen. Die Mutter war Elisabeth Auguste, geb. Freiin von Stechow. Wie sein Bruder Carl Franz von Ballestrem trat er 1773 in das Kürassierregiment (Nr. 12) in Ratibor ein. Im Jahr 1794 heiratete er Jeanette von Zülow, die Tochter des Generals der Kavallerie Jakob von Zülow. Aus der Ehe gingen neun Kinder hervor, von denen vier im Kindesalter starben. Im Rang eines Rittmeisters schied Carl Ludwig 1802 aus dem aktiven Militärdienst aus. Er lebte fortan von einer kleinen Pension von 300 Reichstalern jährlich in Ratibor. 
Nach dem Tod seines Bruders 1822 übernahm er dessen Besitzungen und Industriebetriebe. Er ließ unmittelbar nach dem Antritt des Erbes in  Ruda O.S. eine zweite Zinkhütte errichten. Wenige Jahre später folgte eine dritte Hütte. Daneben hat er den Steinkohlenbergbau ausgebaut. Auf der Grube Brandenburg wurde die erste Tiefbauzeche in Oberschlesien abgeteuft. Zur Wasserhaltung ließ von Ballestrem eine Dampfmaschine anschaffen. Die Investitionskosten waren mit 20.000 Talern erheblich. Die Zeche erreichte schließlich eine Tiefe von 85 m. Nach seinem Tod wurde sein Sohn Carl Wolfgang von Ballestrem Erbe des Besitzes und der Betriebe.
Die Kopalnia Węgla Kamiennego Ludwik-Concordia ist nach ihm benannt.